# Сон, Жанна Григорьевна
Жа́нна Григо́рьевна Сон (род. 3 июня 1958, Орджоникидзе) — российский востоковед-кореевед и публицист. Кандидат исторических наук, доцент кафедры восточной филологии отделения востоковедения НИУ-ВШЭ. Автор интернет-портала «Корё Сарам».

## Биография
Родилась 3 июня 1958 года в Орджоникидзе (ныне Владикавказ). Училась на математическом факультете Северо-Осетинского государственного университета им. Коста Хетагурова, затем в 1975 году приехала в Москву и поступила в Московский технологический институт пищевой промышленности. Она закончила его в 1982 году и получила диплом инженера.
В 1993—1994, 2008, 2010, 2013 годах училась на курсах повышения квалификации для преподавателей корейского языка в Москве и Республике Корея.
С января 1999 года по декабрь 2004 года — переводчик, заместитель руководителя Корейского культурно-просветительского центра «Первое марта» (Москва).
В 2004—2009 годах — аспирант Института российской истории РАН.
15 декабря 2009 года присвоена учёная степень кандидата исторических наук. Тема диссертации — «Корейцы Дальнего Востока в системе межэтнических отношений Союза ССР. 1920—1930» (профессор — Николай Бугай).
Учитель корейского языка ГОУ гимназия № 1257, Москва (2006 год).
С 2012 года — доцент кафедры восточной филологии Отделения востоковедения НИУ-ВШЭ.

## Семья
- Дед — Ли Вон Су (1904—1938, Ставропольский край). Родился в Корее. Принимал активное участие в организации празднования годовщины Первомартовского движения 1919 года за независимость Кореи. Проживал в СССР с 1924 года, являясь одним из представителей корейской интеллигенции, работал учителем во Владивостоке. Затем учился в институте и работал в Саратове, Казани и Москве. Вскоре стал работать в издательстве «Прогресс» переводчиком. Участвовал в антияпонском движении в Корее, сидел полгода в японской тюрьме. В 1937 году Ли Вон Су с женой и шестимесячной дочкой уезжает из Москвы в Ставропольский край. В 1938 году его арестовали, обнивив в шпионаже в пользу Японии, за что был расстрелян[5]. 1 марта 2009 года в день Первомартовского движения за независимость Кореи президент Республики Корея Ли Мён Бак посмертно наградил Ли Вон Су медалью за участие в борьбе за независимость Кореи. В первом томе издания «Корейцы — жертвы политических репрессий в СССР» было опубликовано Дело Ли Вон Су[10].
- Мать — Эра Вонсуевна Ли. Родилась в Москве (в графе о месте рождения было зафиксировано: Чечено-Ингушская АССР; в 1995 году получила настоящее Свидетельство о рождении в городе Москве)[10].
- Бабушка — Анастасия Ивановна Цой (предп. 1912[11] — 1989). С 1937 года проживала на Северном Кавказе. Воспитала пятерых детей[10].
- Дети — Алекс Ким, Инна Ким.

## Научная и публицистическая деятельность
Области научных интересов: межэтнические отношения в СССР, государственная национальная политика (1920—1930), репрессии, принудительные переселения народов. Издано более 45 работ, в том числе 2 монографии.

## Научные труды

### Монографии
- Ж. Г. Сон. Корейцы в СССР: репрессии, депортация. 1920—1930. История этнических меньшинств. — Берлин: Lambert Academic Publishing GmbH&Co. KG., 2011.
- Ж. Г. Сон. Российские корейцы: всесилие власти и бесправие этнической общности. 1920—1930. — Москва: Гриф и К, 2013. — 532 с.

### Статьи
- Ж. Г. Сон. Корейская интеллигенция Союза ССР в условиях репрессий 1930-х годов // Информационный бюллетень ГУ МДН. Спецвыпуск № 6. — Москва, 2004.
- Ж. Г. Сон. Исторические предпосылки возникновения современной этнической ситуации на Кубани и в Краснодаре (на примере корейской общности) // Материалы всероссийской научно-практической конференции «Межнациональные отношения в Краснодаре на современном этапе: перспективы устойчивого развития» (Подходы к решению общероссийской проблемы). — Краснодар, 2005.
- Ж. Г. Сон. К вопросу о репрессиях советских корейцев в 1930-е годы. №21. — Москва: Первое Марта, 2005.
- Ж. Г. Сон. Корейцы Союза СССР — России на фронтах войны // Они сражались за Родину. Представители репрессированных народов на фронтах Великой Отечественной войны. — Москва, 2005.
- Ж. Г. Сон. Российские корейцы: проблема призыва в Красную Армию и участие в трудовом фронте (1937—1945 гг.) // Материалы международной научно-практической конференции (г. Адлер, 27—31 мая 2005 г.) «Великая Отечественная война в контексте истории XX века». — Краснодар, 2005.
- Ж. Г. Сон. 1920—1930-е годы: советские корейцы — жертвы «большого террора» // Материалы III всероссийской научной конференции «Проблемы истории массовых политических репрессий в СССР», посвящённых 70-летию начала «большого террора» в СССР», 3—4 декабря 2004 г. — Краснодар, 2005.
- Ж. Г. Сон. Вопросы истории депортации корейского народа (1937 год). // Материалы IV всероссийской научной конференции «Роль СССР во второй мировой войне — неизвестные и малоизученные страницы», посвящённые 60-летию окончания Великой Отечественной войны. 5—6 ноября 2005 г. — Краснодар, 2006.
- Ж. Г. Сон. Российские корейцы — спецконтингент на Дальнем Востоке в 1930-х — начале 1940-х годов: репрессии, депортация // Международная научная конференция «Взаимодействие культур Кореи и Центральной Азии (история, социология, политические науки, экономика, культура, юриспруденция)» 4—5 июля 2006 г. — Алматы, 2006.
- Ж. Г. Сон. Толерантность и гражданское общество: проблемы взаимовлияния (корейская этническая общность) // Материалы всероссийской научно-практической конференции «Проблемы становления гражданского общества на юге России». Армавир, 14—15 апреля 2006 г. — Армавир, 2006.
- Ж. Г. Сон. 1920—1930-е гг. Народ и власть: трансформация взаимодействия (на примере корейской этнической общности). Тезисы доклада // Материалы Всероссийской научно-практической конференции «Власть и общество в России: опыт истории и современность. 1906—2006». — Краснодар, 2006.
- Ж. Г. Сон. «Корейский вопрос» в Азово-Черноморском крае в 1930-е годы // Голос минувшего. № 1—2. — Краснодар, 2008.
- Ж. Г. Сон. А если бы они воевали? // Российские корейцы. №112. — май 2009.
- Ж. Г. Сон. Проблемы национальных меньшинств в Красной Армии 1930-х годов (на примере корейцев в Особой Краснознаменной Дальневосточной армии) // Отечественная история. № 2. — май 2009.
- Ж. Г. Сон. Региональные особенности массовых политических репрессий (на примере корейцев Дальнего Востока) // Материалы VI международной научной конференции «Проблемы истории массовых политических репрессий в СССР. К 70-летию Всесоюзной переписи населения 1939 года». — Краснодар, 2010.
- Ж. Г. Сон. Советско-японские отношения в 1920—1930-е годы: судьбы корейцев // Корейский полуостров: уроки истории: доклады, представленные на XIV научной конференции корееведов России и стран СНГ. (30—31 марта 2010 г.). — Москва: ИДВ РАН, 2010.
- Ж. Г. Сон. Взаимоотношения корейцев в Союзе СССР с национально-освободительным движением в Корее (1920—1930) // 해외 한인사회 遠心力과 求心力의 통합적 이해 – 포용의 한국사 인식 확장을 위하여. — Сеул, 2011.
- Ж. Г. Сон. Первые корейцы на Северном Кавказе в 1920-1930-е годы как трудовой ресурс // Материалы межрегиональной научно-практической конференции «Гармонизация межнациональных отношений в Южном федеральном округе. Российские корейцы в диалоге народов и культур Дона», 24 июня 2011 г. — Ростов-на-Дону, 2011.
- Ж. Г. Сон. Репрессии в Красной Армии в 1920—1930-е годы (на примере корейской этнической общности) // VII международная научная конференция «Великая Отечественная война: итоги и перспективы изучения», посвящённые 70-летию начала Великой Отечественной войны, 5—6 ноября 2011 г. — Краснодар, 2011.
- Ж. Г. Сон. Российские корейцы в 1920-1930-е годы как трудовой ресурс: региональный аспект управления // Материалы 9-й международной конференции «Государственное управление в XXI веке: традиции и инновации», 25—27 мая 2011 г., МГУ им. Ломоносова. — Москва, 2011.
- Ж. Г. Сон. Корейская составляющая в политике Коминтерна и внешней политике Союза ССР (1920—1930) // Актуальные вопросы востоковедения: проблемы и перспективы. Сборник материалов III международной заочной научно-практической конференции (июнь 2012 г.). — Уссурийск, 2012. — С. 167—178.
- Ж. Г. Сон. Советские (российские) корейцы — от добровольной до принудительной миграции (1920—1938) // Межкультурные взаимодействия в условиях глобализации: опыт России и Кореи. — Санкт-Петербург, 2012. — С. 249—265.
- Ж. Г. Сон. Танцовщица, которой аплодировал Ив Монтан // Российские корейцы. — ноябрь 2012.
- Ж. Г. Сон. Эта тема для многих оставалась закрытой // Российские корейцы. №139. — март 2012.
- Ж. Г. Сон. The Korean through a Prizm of the Soviet-Japanese Relations (1920-1930) // International Journal of Korean History / Center for Korean History, Korea University. №2. — Сеул, 2012. — С. 1—26.
- Ж. Г. Сон. Пак Хонъён – патриот-демократ (1901-1955) // Вестник Центра корейского языка и культуры. Выпуск 15. — Санкт-Петербург, 2013. — С. 227—258.
- Ж. Г. Сон. Семантические особенности усилительных (присоединительных) частиц: -도; -까지; -마저; - 조차 и их роль в коммуникативных отношениях // V Всероссийский научно-практический семинар Объединения преподавателей корейского языка российских университетов: тезисы докладов. — Москва: ФГБОУ ВПО МГЛУ, 2013. — С. 60—63.
- Ж. Г. Сон. Советские корейцы в Северной Корее в 1946—1948 годах // Корея: 70 лет после освобождения: коллективная монография. — Москва: ИДВ РАН, 2015.
- Ж. Г. Сон. Интернациональная помощь СССР Северной Корее в области образования (1946—1948) // Историческая и социально-образовательная мысль. 2017. Том. 9. №1. Часть 2. — Москва, 2015. — С. 65—72.
- Ж. Г. Сон. Корейцы: миграция по пути длиной в полвека (1864—1918). С. 18-78 // Миграция корейцев на русский Дальний Восток: российско-корейские отношения. 1821—1918 гг. Документальная история (серия «Российские корейцы»).. — Москва, 2017. — 726 с.
- Ж. Г. Сон. Миграция корейцев на русский Дальний Восток: российско-корейские отношения. 1821—1918 гг.. — Аквариус, 2017.
- Ж. Г. Сон. Social and Cultural Adaptation of Korean Youth in the Former USSR (1920s—1930s) // Korea Journal. Vol. 58, No. 2. — 2018. — С. 141—168.
- Ж. Г. Сон. Сталинская политика и советские корейцы. С. 143-156; Same in English: Stalinist Policy and the Soviet Koreans. Pp. 157-171 // 1937 год: русскоязычные корейцы – прошлое, настоящее и будущее. Сборник материалов Международного симпозиума, посвящённых 80-летней годовщине принудительного переселения корейцев с Дальнего Востока в Центральную Азию (15—17 сентября 2017 г., Владивосток–Уссурийск). — Москва: Аквариус, 2018.
- Ж. Г. Сон. Социокультурная адаптация корейской молодежи в советской России в 1920—1930-е годы / Пер. с рус. Vol. 58. No. 2. — Korea Journal, 2018. — P. 141—168.
- Ж. Г. Сон. Коммунистический интернационал молодежи (КИМ) и корейские молодежные организации в 1920-е годы // В книге: Корея и Россия: общество, политика, история, культура: К 120-летию корееведения в Санкт-Петербургском государственном университете. Глава 3 / под общ. ред.: Р. Тангалычева. — Издательство Санкт-Петербургского университета, 2018. — С. 86—98.
- Ж. Г. Сон. 시아지역 해외한인연구 - III. 러시아지역 한인의 삶과 문화, 사회적 관계 / Пер. с рус. Vol. 3: 러시아지역 한인의 삶과 문화, 사회적 관계. — Сеул: 도서출판 선인, 2019.
- Ж. Г. Сон. 송 잔나. 송 잔나. 러시아지역 한인의 가족과 세대 문제, in: 러시아지역 해외한인연구 - IV. 러시아지역 한인의 정체성, 고국과의 관계 / Пер. с рус. Vol. 4: 러시아지역 해외한인연구 - IV. 러시아지역 한인의 정체성, 고국과의 관계. — Сеул: 도서출판 선인, 2019.
- Ж. Г. Сон. 송 잔나. 송 잔나. 러시아지역 한인의 가족과 세대 문제, in: 러시아지역 해외한인연구 - IV. 러시아지역 한인의 정체성, 고국과의 관계 / Пер. с рус. Vol. 4: 러시아지역 해외한인연구 - IV. 러시아지역 한인의 정체성, 고국과의 관계. Ch. 1. — Сеул: 도서출판 선인, 2019. — P. 43—53.
- Ж. Г. Сон. 송 잔나. 소련 한인 가족의 사회화 (1937—1991), in: 러시아지역 해외한인연구 - II. 러시아지역 한인의 이산과 정주 / Пер. с рус. Vol. 2: 러시아지역 해외한인연구 - II. 러시아지역 한인의 이산과 정주. Ch. 2. — Сеул: 도서출판 선인, 2019. — P. 179—218.
- Ж. Г. Сон. 송 잔나. 러시아지역 해외한인연구 - V. 러시아지역 한인의 현재와 미래 / Пер. с рус. Vol. 5: 러시아지역 해외한인연구 - V. 러시아지역 한인의 현재와 미래. — Сеул: 도서출판 선인, 2019.
- Ж. Г. Сон. 송 잔나. 러시아지역 해외한인연구 - IV. 러시아지역 한인의 정체성, 고국과의 관계 / Пер. с рус. Vol. 4: 러시아지역 해외한인연구 - IV. 러시아지역 한인의 정체성, 고국과의 관계. — Сеул: 도서출판 선인, 2019.
- Ж. Г. Сон. 송 잔나. 러시아지역 해외한인연구 - II. 러시아지역 한인의 이산과 정주 / Пер. с рус. Vol. 2: 러시아지역 해외한인연구 - II. 러시아지역 한인의 이산과 정주. — Сеул: 도서출판 선인, 2019.
- Ж. Г. Сон. 송 잔나. 러시아 고려인의 현재와 미래, in: 러시아지역 해외한인연구 - V. 러시아지역 한인의 현재와 미래 / Пер. с рус. Vol. 5: 러시아지역 해외한인연구 - V. 러시아지역 한인의 현재와 미래. Ch. 2. — Сеул: 도서출판 선인, 2019. — P. 75—90.
- Ж. Г. Сон. 송 잔나. 고려인들의 음식, 주거, 복식 문화, in: 시아지역 해외한인연구 - III. 러시아지역 한인의 삶과 문화, 사회적 관계 / Пер. с рус. Vol. 3: 러시아지역 한인의 삶과 문화, 사회적 관계. Ch. 2. — Сеул: 도서출판 선인, 2019. — P. 103—114.
- Ж. Г. Сон, С. Чжин. Просветительская и образовательная деятельность корейцев на советском Дальнем Востоке (1920–1937) // В книге: Материалы VIII Международной корееведческой конференции ДВФУ, 17—18 мая 2019. — Владивосток: Дальневосточный федеральный университет, 2019. — С. 71—81.
- Ж. Г. Сон. Материалы VIII Международной корееведческой конференции ДВФУ, 17–18 мая 2019. — Владивосток: Дальневосточный федеральный университет, 2019.
- Ж. Г. Сон. Книги на корейском языке, изданные в СССР (1924 – 1937) как исторический памятник деятельности корейских мигрантов // В книге: XXX Международный Конгресс по источниковедению и историографии стран Азии и Африки: К 150-летию академика В. В. Бартольда (1869—1930) Т. 1. — Санкт-Петербург: Студия НП-Принт, 2019. — С. 227—229.
- Ж. Г. Сон. 1990—2014 년 러시아와 독립국가연합 고려인 공동체의 전문성 증대와 변화, in: 시아지역 해외한인연구 - III. 러시아지역 한인의 삶과 문화, 사회적 관계 / Пер. с рус. Vol. 3: 러시아지역 한인의 삶과 문화, 사회적 관계. Ch. 1. — Сеул: 도서출판 선인, 2019. — P. 77—100.
- Ж. Г. Сон. Учебники на корейском языке (Хангыль), опубликованные в СССР (1920-1930) / Пер. с рус. // Journal of Multiculture and Education. 2020. Vol. 5. No. 1. — Сеул: 도서출판 선인, 2019. — P. 23—35.
- Ж. Г. Сон. К вопросу истории развития корейской письменности Хангыль. Первые переводы русской и советской литературы на корейский язык // В книге: Регионы в современном мире: глобализация и Азия. Зарубежное регионоведение / Е. А. Канаев. — Санкт-Петербург: Алетейя, 2019. — С. 315—329.
- Ж. Г. Сон. Soviet Culture and Soviet Koreans (1920—1930) / Пер. с рус., Vol. 3. No. 2. — Сеул: Journal of Toegye Studies, 2020. — P. 95—111.